# Tapacul sorrenc
El tapacul sorrenc (Teledromas fuscus) és una espècie d'ocell en la família Rhinocryptidae. És monotípic dins del gènere Teledromas.

## Distribució geogràfica
És endèmic de l'Argentina; l'hi troba fins als 2.500 msnm.

## Hàbitat
El seu hàbitat és la muntanya subtropical o tropical seca.